# Вілямівська мова
Вілямі́вська мо́ва (вілямовицька мова, Wymysiöeryś) — мова або діалект верхньонімецької підгрупи германських мов, яким послуговуються мешканці у польському місті Вілямовицях, що в Сілезькому воєводстві. На початку 21 століття майже вимерла, її використовують близько 70 осіб. Назва мови походить від назви Вілямовіца цією мовою — Wymysoü.
Бібліотека Конгресу США, що надає коди для мов, 18 липня 2007 віддала вілямівській мові скорочення wym. В ISO мова зареєстрована під тим же скороченням wym.

## Історія

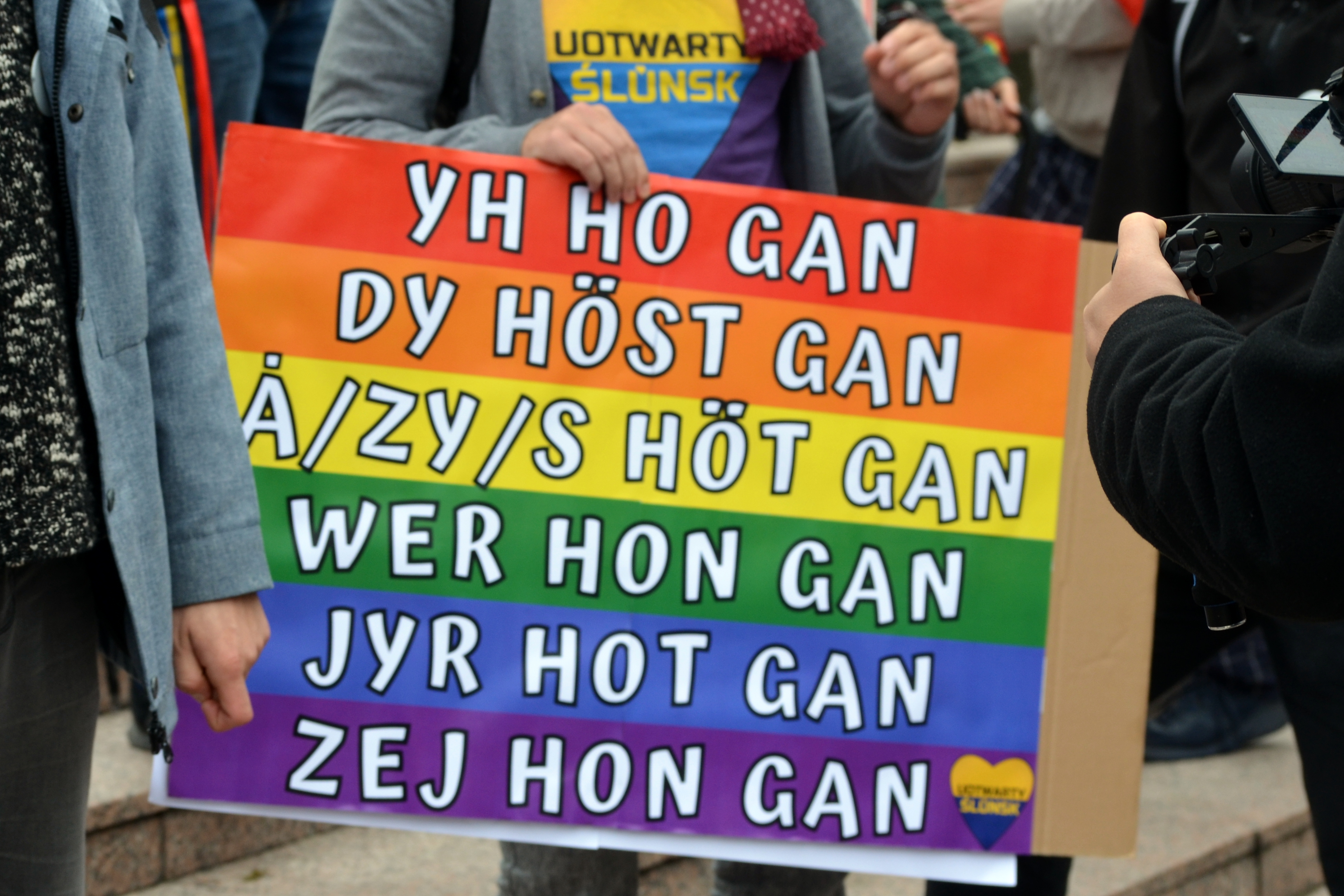
Плакат з відміною слова кохати вілямівською мовою під час Маршу рівності у Бельсько-Бялій (2021)

Мешканці Вілямовиць є нащадками голландських, німецьких і шотландських поселенців, які прибували до Польщі в 13 сторіччі. Отже мова wymysiöeryś скоріше за все розвивається на основі верхньонімецької мови, якою вона була в 13 столітті[джерело?]. Багатовіковий розвиток у відособленні і взаємини між переселенцями з різних країн призвели до того, що мова віддалилася від німецької. Можна прослідкувати вплив таких мов: нижньосаксонської, нідерландської, фризької, польської, англійської, скотса. У наш час, задля порятунку вілямівської культури цією мовою пишуться нові твори й пісні. Нещодавно з’явилася перша сторінка в інтернеті по-вілямівськи, написана молодими учасниками групи «Вілямовиці». Не зважаючи на те, що мова найближча саме до німецької, її мовці відмовляються від будь-яких зв’язків із німцями, вважаючи себе радше голландцями. Wymysiöeryś був у загальному вжитку в Вілямовицях до 1945 року, коли комуністична влада заборонила вживати цю мову. Хоч заборона й була скасована 1956 року, до того часу wymysiöeryś був поступово витіснений польською мовою, особливо серед молодого покоління. Сучасна кількість мешканців, для кого вілямівська мова є рідною оцінюється в 70 осіб, головно літнього віку.
Більшість мешканців міста мають однакові прізвища (Мозлер, Рознер, Фіґвер, Біба, Фокс, Шнайдер), через що часто вживають прізвиська або називають один одного на кшталт Фльорян, син Фльоряна чи Матвій, син Єлізавети.[джерело?]
У 19 столітті вілямівську поезію творив Фльорян Бєсік, у 20-му — Йосип Кучмєрчик, а в 21-му — Йосип Ґара.

## Абетка
| a | ao | b | c | ć | d | e | f | g | h | i | j | k | ł | l | m | n | ń | o | ö | p | q | r | s | ś | t | u | ü | v | w | y | z | ź | ż |
| A | AO | B | C | Ć | D | E | F | G | H | I | J | K | Ł | L | M | N | Ń | O | Ö | P | Q | R | S | Ś | T | U | Ü | V | W | Y | Z | Ź | Ż |

## Приклади текстів
1.Güty nocht ynzer HjerGöt
Wir wan bata cy der güt,
Güty nocht ynzer HjerGöt
Wir wan bata cy diyr güt, güty nocht
2. Güty nocht ynzer Foter
Maj łiwy byröter.
Güty nocht ynzer Foter
Maj łiwy, łiwy byröter, güty nocht
3.Güty nocht, ynzer Müter
Wir wan bata batputer (nystyn)
Güty nocht, ynzer Müter
Wir wan bata batputernystyn
4.Güty nocht oły zaj
Wu der ym hymuł zajt
Güty nocht oły zaj
Wu der ym hymuł zajt, güty nocht
5.Güty nocht, oły enieła
Wu bysiücter Pyjtela
.Güty nocht, oły enieła
Wu bysiücter Pyjtela, güty nocht

### Колискова
| | |
| Śłöf maj büwła fest! Skumma fremdy gest, Skumma müma ana fetyn, S'Brennia nysła ana epułn, Słöf duy Jasiu fest! | Спи, мій хлопче, міцно! Чужі люди йдуть, Тітки й дядьки йдуть, Горіхів та яблук несуть Спи, Jasiu, міцно! |
| або | |
| Kum zie makja Dü cy mir ych wył kuza abysła myt dir                                                             | Ходи-но, дівчино Ти до мене Порозмовляти хотів би Трохи з тобою                                           |

### Отче наш
Ynzer Foter, dü byst ym hymuł,
Daj noma zuł zajn gywajt;
Daj  Kyngrajch zuł dö kuma;
Daj wyła zuł zajn ym hymuł an uf der aot;
dos ynzer gywynłichys brut gao yns haojt;
an fercaj yns ynzer siułda,
wi wir aoj fercajn y ynzyn siułdigia;
ny łat yns cyn zynda;
zunder kaonst yns reta fum nistgüta.
[Do  Dajs  ej z  Kyngrajch an dy maocht, ans łaowa uf inda.]
Amen
Отче наш, що єси на небесах,
нехай святиться Ім'я Твоє,
нехай прийде Царство Твоє,
нехай буде воля Твоя,
як на небі, так і на землі.
Хліба нашого насущного дай нам сьогодні.
І прости нам борги наші, як і ми прощаємо винуватцям нашим.
І не введи нас у спокусу, але визволи нас від лукавого.
[Бо Твоє є царство, і сила, і слава навіки.]
Амінь.

### Загальна декларація прав людини- Стаття 1
Oły łaojt zajn gybün yr frajchajt głajch myta aondyn łaojta. Dy zajn bysienkt mytum gydechnys an myt ar zejł an dy zuła zich myt aondyn bygejn wi bridyn.
Всі люди народжуються вільними і рівними у своїй гідності та правах. Вони наділені розумом і совістю і повинні  діяти у відношенні один до одного в дусі братерства.